# Константиновка (Онуфриевская поселковая община)
Константиновка (укр. Костянтинівка) — село в Онуфриевской поселковой общине Александрийского района Кировоградской области Украины
До 2020 года входило в Онуфриевский район
Население по переписи 2001 года составляло 123 человека. Почтовый индекс — 28104. Телефонный код — 5238. Код КОАТУУ — 3524686205.